# Кингс Лин
Кингс Лин (на английски: King's Lynn, английско произношение /ˌkɪŋz ˈlɪn/) е град в източна Англия, графство Норфолк. Населението му е около 42 800 души (2007).

## География
Кингс Лин е разположен на 1 метър надморска височина на десния бряг на река Грейт Уз, на 5 километра от нейното вливане в Северно море.

## История
Селището възниква през X век, като през 1101 година става пазарно средище, а през XIV век е най-голямото английско пристанище, процъфтяващо благодарение на търговията с Ханзата.
През 1915 година, по време на Първата световна война, германската авиация извършва в Кингс Лин и близкия град Грейт Ярмът първите бомбардировки на цивилно население в историята.

## Известни личности
Родени в Кингс Лин
- Роджър Тейлър (р. 1949), музикант